# 嗜食极端生物
嗜食极端生物（英文：Extremotroph）是一个生物取食种类的问题，这类生物的食物通常被认为是地球上大多数生物不会利用的。“极端”的定義是人類中心論的，而對這些生物本身而言，這些食物是普通的。

## 示例
- 小孢拟盘多毛孢Pestalotiopsis microspora - 塑料聚氨基甲酸酯[1]
- 铁达尼盐单胞菌Halomonas titanicae - 铁和铁锈泰坦尼克号[2]
- 紫外线诱发白地霉Geotrichum candidum - 光盘[3]
- 固定化烟曲霉Aspergillus fumigatus - 印刷电路板[4]
- 抗輻射奇異球菌Deinococcus radiodurans - 放射性废物

## 工业用途
被用作生物修复和生物降解。